# اندرس اندرسون (ورزشکار)
اندرس اندرسون (انگلیسی: Anders Andersson؛ ۲ ژانویه ۱۹۳۷ – ۱۵ دسامبر ۱۹۸۹ (aged 52)) بازیکن هاکی روی یخ اهل سوئد بود.